# Shorty’s
Shorty’s ist ein Skateboard-Label aus Kalifornien (USA). Das Unternehmen wurde 1992 von Tony Buyalos und April Hamrick gegründet. Es werden Bekleidung und Zubehör für Skateboards sowie Skateboard-Decks produziert.
In Deutschland erst seit 1998 geläufig, fanden die Produkte zum Zeitpunkt des Skateboard-Boomes zwischen 1999 und 2001 großen Absatz. In den 1990er Jahren war Shorty’s eine der größten Marken im Skateboardbereich. An offiziellen Turnieren wie zum Beispiel beim alljährlichen Monster Mastership, früher in Münster, nun in Leipzig, hielt sich die Marke bezüglich Öffentlichkeitsarbeit und Promotion eher im Hintergrund. Shorty’s gilt dennoch in Skateboard-Kreisen als Kult, nicht zuletzt wegen herausragender Teamfahrer wie Chad Muska, Toan Nguyen und Peter Smolik, welche im ehemaligen Profi-Fahrerteam gefahren sind.

## Geschichte
Das Unternehmen wurde 1992 gegründet. Als Chad Muska 1996 Toy Machine verlassen hatte, machte Buyalos ihm ein Angebot. Die beiden kamen zusammen und Shorty’s begann mit der Herstellung von Skateboards. Muska beteiligte sich am Design der Boards. In den Folgejahren führte man ein Profi-Fahrerteam ein. 2003 trennte sich Shorty’s von den drei Fahrern Peter Smolik, Toan Nguyen und Jesse Silvey. 2006 löste das Label das gesamte Profi-Fahrerteam auf. Im Jahre 2011 wurde die Produktion von Skateboards eingestellt.

## Filmproduktionen
Das Unternehmen hat den 44 Minuten langen Skateboardfilm Fulfill The Dream unter anderem mit den Skateboardern Chad Muska, Steve Olson und Peter Smolik produziert. Der Film hatte seine Premiere am 1. August 1998. Der Soundtrack enthält Songs unter anderem von Gravediggaz, Ennio Morricone und The Beatnuts. Es folgten weitere Filme.
2001 wurde Guilty produziert, im Jahr 2003 folgte T-Stance Holmes und im Jahr 2005 How To Go Pro. Die Soundtracks enthalten ebenfalls Songs von bekannten Künstlern und Bands.